# Tempio di San Cono
Il Tempio di San Cono o chiesa di San Conone è un edificio sacro dedicato a San Cono situato a Naso, nella città metropolitana di Messina.

## Storia
La costruzione del tempio di San Cono risale al XV secolo e fu eretto sulla stessa area ove sorgeva la chiesa di San Michele Arcangelo del XII secolo in cui Conone trascorse gli ultimi anni della vita. Consacrato il 3 giugno del 1511, esso subì numerose opere di abbellimento e restauro, soprattutto a causa dei terremoti che si sono susseguiti nella zona. L'ultimo restauro è stato terminato nel 2014 a seguito di una scossa di terremoto il 17 agosto 2013.

## Descrizione

### Esterno
Il tempio, più simile ad una chiesa, è realizzato in stile cinquecentesco e sorge nella parte orientale del centro storico, in quella parte del paese che vide Conone nascere e in cui, il 28 marzo 1236, morì.
Degno di nota il campanile che porta nel coronamento una larga monofora in pietra bigia.

### Interno
L'interno è ripartito in tre navate, quella centrale è sovrastata da lapidee arcate rotonde sorrette da dodici colonne in pietra cenerina, adornate da capitelli in stile dorico. Sull'altare è presente la statua lignea di San Cono Abate, commissionata dall'Arciprete Portale nel 1926: essa ritrae il Santo Patrono in atto supplice al momento della morte, con lo sguardo rivolto al cielo.

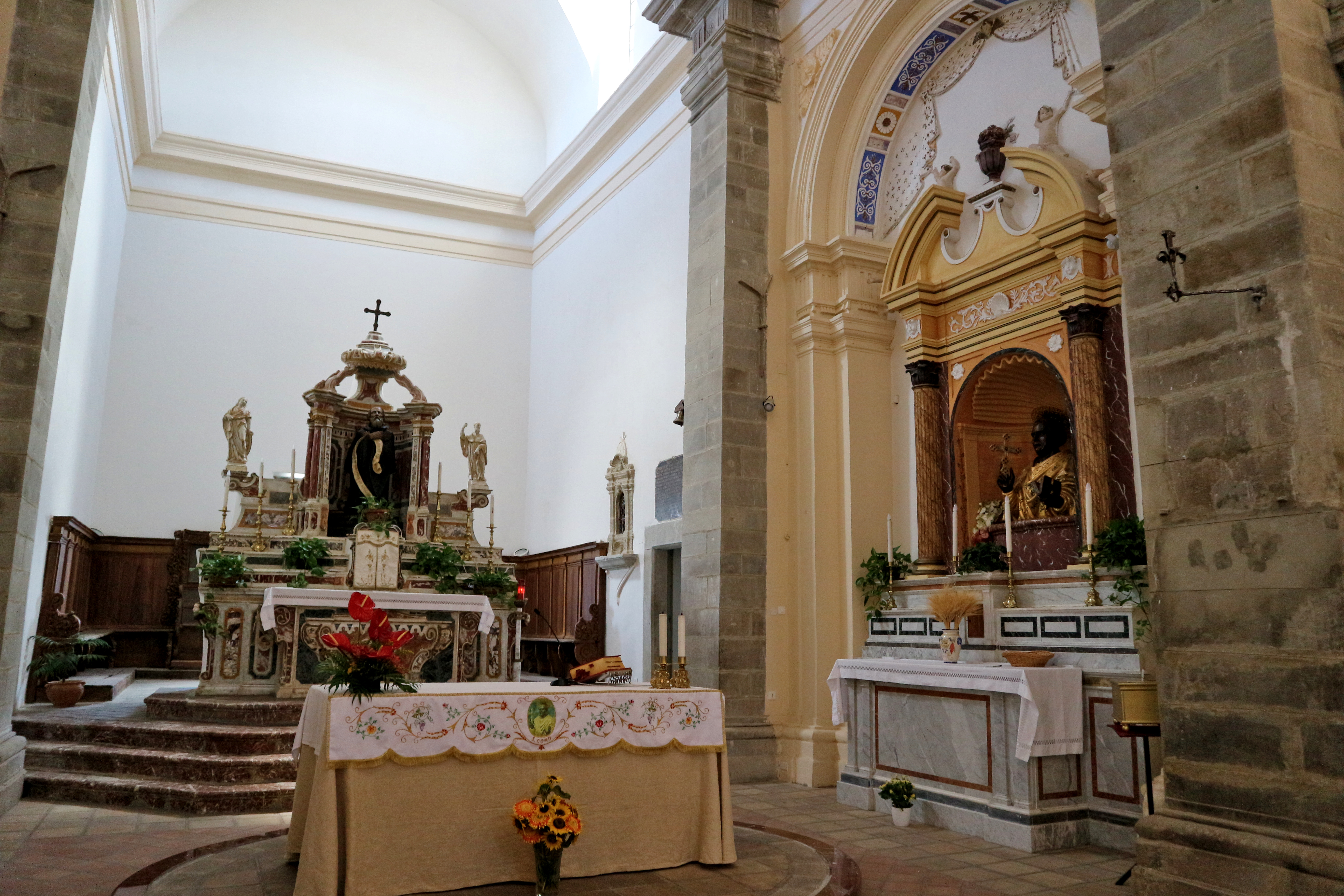
L'altare del Tempio di San Cono

A destra dell'altare è presente un'altra statua lignea di San Cono realizzata a Palermo, caratterizzata però dalla carnagione scura. L'aspetto del Simulacro risultava ancora più "dominante" durante le processioni per le strade di Naso: esso infatti veniva portato in spalla su di una grande vara che ne amplificava l'imponenza. Erroneamente si crede che l'aspetto dell'opera tenda a riprodurre le sembianze assunte da San Cono durante l'apparizione del 1545 quando i Turchi, pronti ad invadere Naso, batterono in ritirata davanti alla Sacra Visione: l'opera originale fu infatti realizzata nel 1512, ovvero 33 anni prima di questo episodio.
Tuttavia quella visibile ai giorni nostri è solo una copia dell'originale: esso infatti andò distrutto completamente durante un incendio verificatosi la notte del 25 gennaio 1920. La nuova opera, venne realizzata in breve tempo, e venne consegnata alla Città di Naso il 31 agosto 1922, così come ricorda l'incisione applicata alla vara del Santo Patrono.

### Livello inferiore

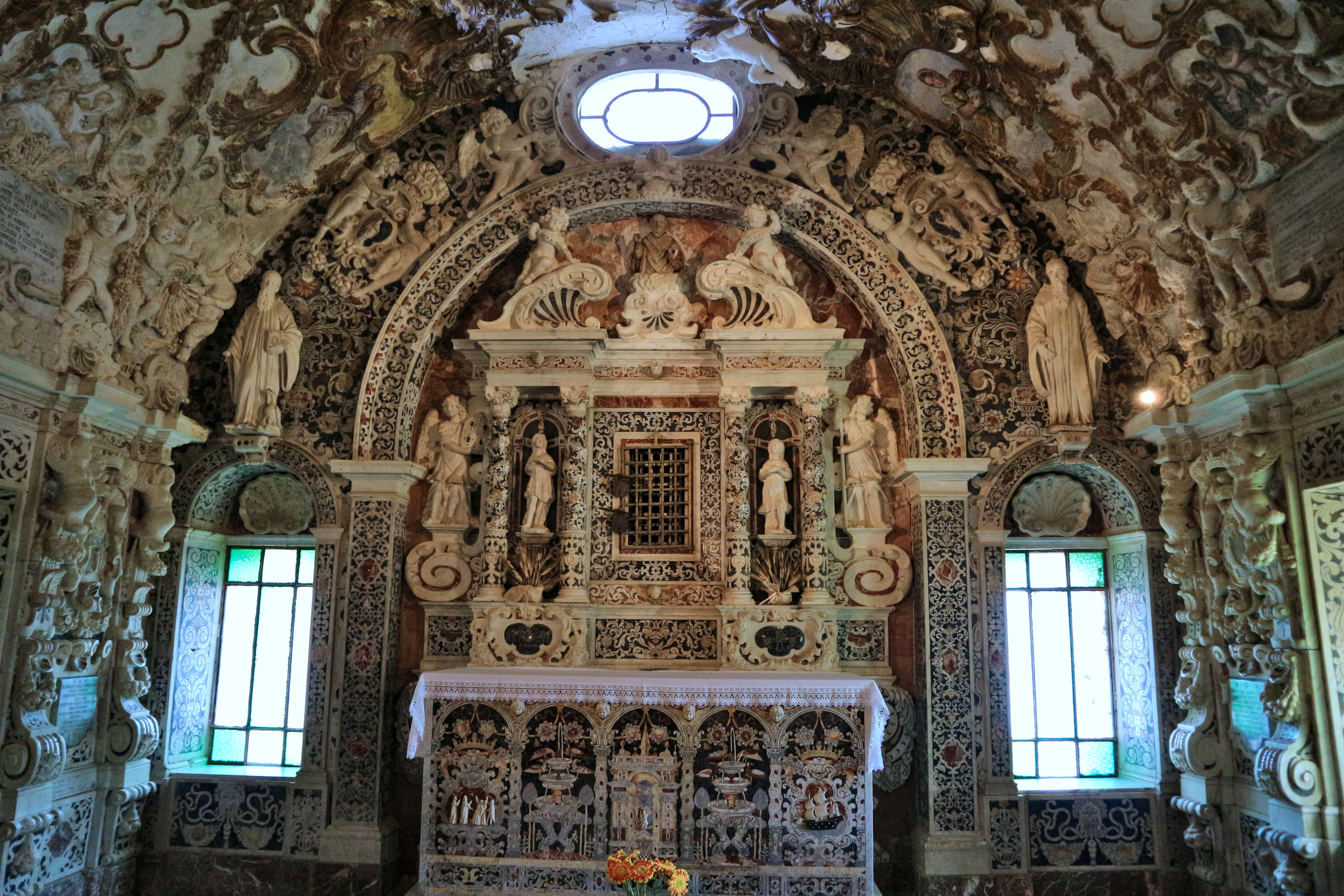
La cappella delle reliquie di San Cono

Parte dell'imponente Tempio di San Cono poggia su di un'altra chiesa preesistente. Essa, con pianta a croce latina, consta di quattro altari: uno di questi fu realizzato nella cappella che, protetta da 3 cortine di ferro con 7 chiavi, custodisce le Sacre Reliquie di San Cono Abate: la testa è racchiusa in una calotta d'argento, così come una mano e un braccio, mentre il resto del corpo è custodito in un'urna d'argento.
L'interno della cappella in stile barocco è riccamente decorata di marmi e adornato da dipinti raffiguranti i prodigi che costellarono la vita di Conone Navacita: San Cono che benedice Naso, il momento in cui estirpa il verme dall'orecchio del figlio del Governatore di Naso e San Cono in estasi al momento della morte. La particolarità di questa chiesa "sotterranea" risiede nel fatto che essa sorge, in parte, sul luogo esatto in cui si trovava la Grotta di San Michele: a ricordarne l'esatta ubicazione oggi vi è un altare, eretto grazie all'Arciprete Antonino Portale, che fu inaugurato il 28 marzo del 1930.

## Museo d'Arte Sacra
Nella cripta della chiesa, posta sotto la navata, è stato realizzato un museo d'arte sacra contenente vari arredi liturgici provenienti alle chiese cittadine. Tra le opere di maggiore rilievo si possono citare la tavola lignea "Madonna con Bambino dormiente" risalente al XVI secolo ascrivibile alla cerchia di Joos van Cleve, due ovali attribuiti ad Olivio Sozzi e una parziale ricostruzione della Porta Piazza, porta cittadine una volta presente nei presso dell'attuale Piazza Roma.

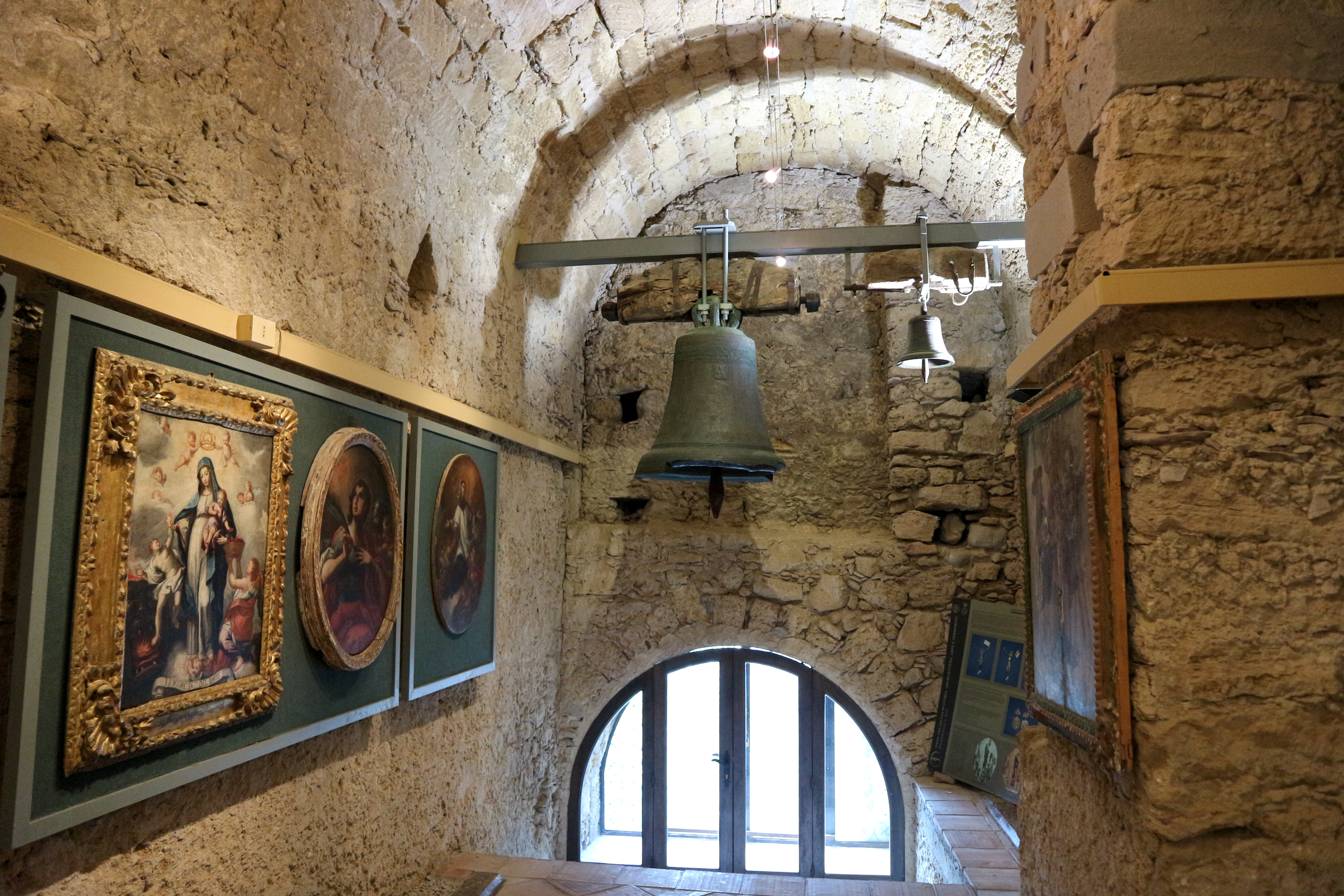
Sala II
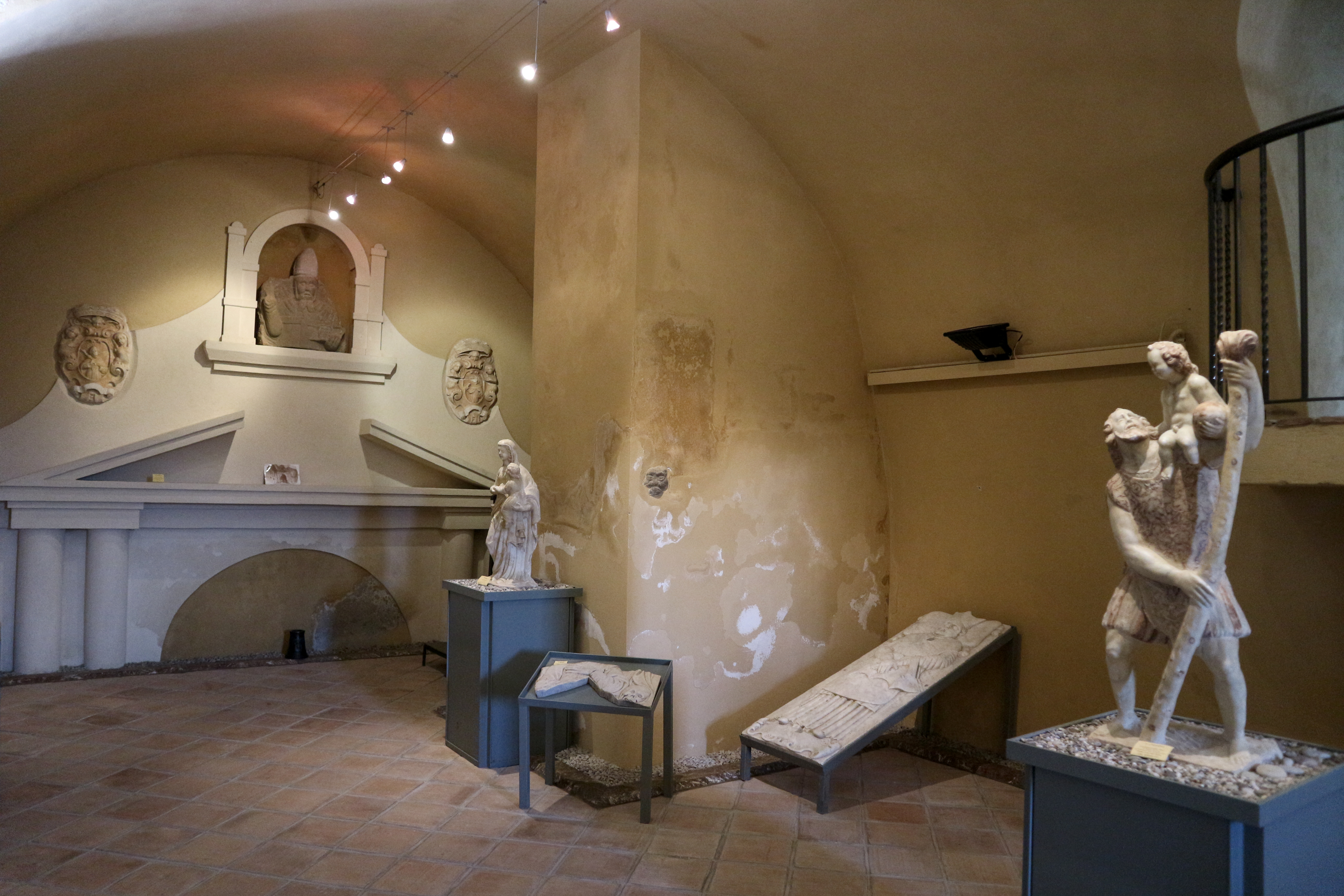
Sala III
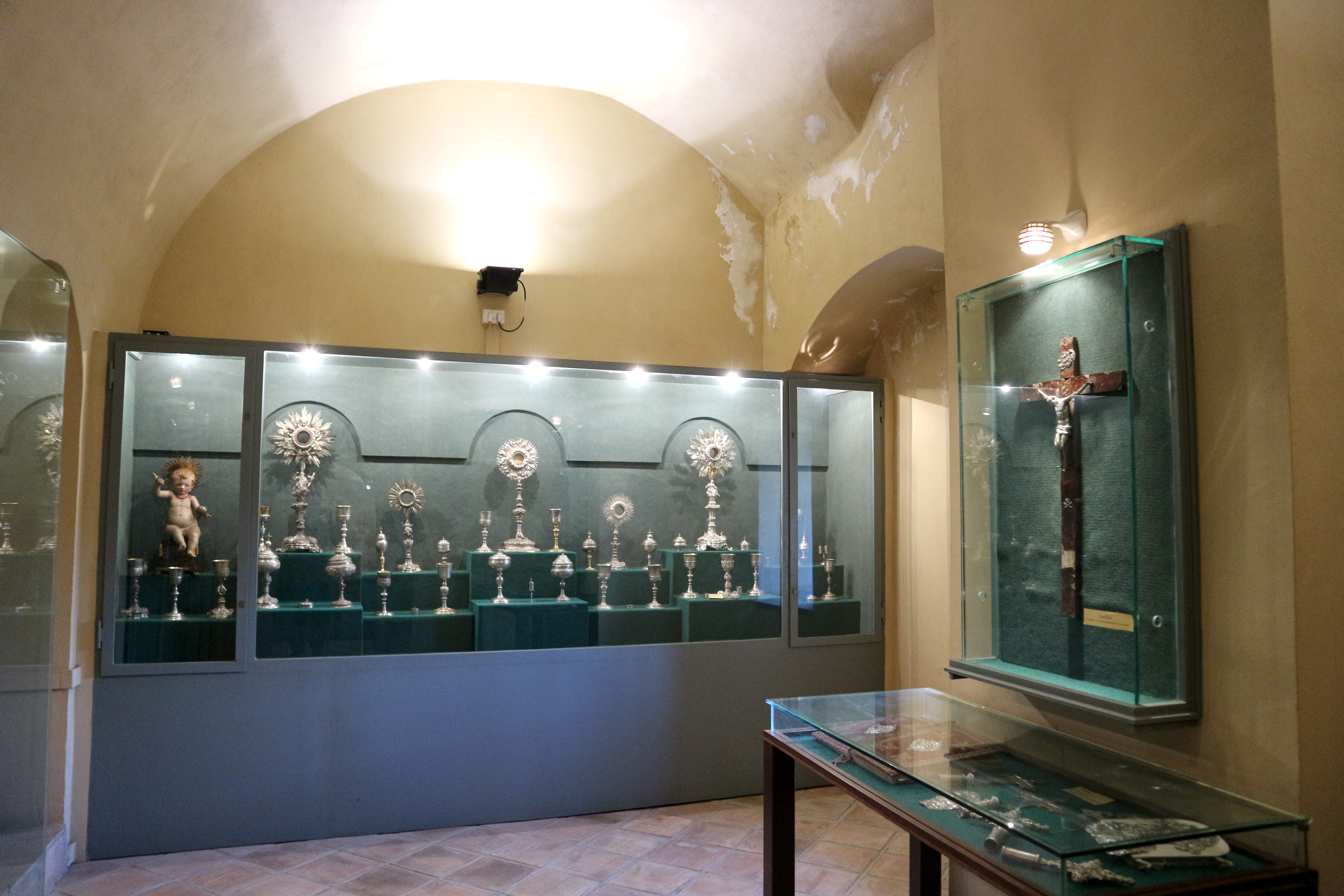
Sala IV